# تود وليامز (منافس ألعاب قوى)
تود وليامز (بالإنجليزية: Todd Williams)‏ هو منافس ألعاب قوى أمريكي، ولد في 7 مارس 1969 في ديترويت في الولايات المتحدة.

## وصلات خارجية
- تود وليامز على موقع الاتحاد الدولي لألعاب القوى (الإنجليزية)
- تود وليامز على موقع أوليمبيديا (الإنجليزية)